# Chan Šatyr
Chan Šatyr (kazašsky: Хан Шатыр) je stavba zábavního centra v kazachstánském hlavním městě Astana. Neofuturistický architektonický návrh připravila kancelář Normana Fostera. Šlo o druhý Fosterův projekt v Astaně po Paláci míru a harmonie. Stavba byla zahájena v roce 2006, po sérii průtahů byl nakonec v prosinci 2008 vztyčen hlavní stožár a celý komplex byl dokončen a otevřen 5. července 2010 prezidentem Nursultanem Nazarbajevem, u příležitosti jeho sedmdesátin. Při slavnostním zahájení zapěl italský tenor Andrea Bocelli. O stavbě byl natočen televizní dokument National Geographic Channel v rámci jeho seriálu Megastruktures. Stavba záměrně připomíná stan a má výšku 150 metrů. Budova má eliptickou základnu o rozměrech 200 x 195 metrů. Rozloha areálu je 140 000 metrů čtverečních (více než 10 fotbalových hřišť). Střecha je vyrobena z ethen-tetrafluorethenových polštářů zavěšených na síti kabelů napnutých z centrální věže. Transparentní materiál propouští sluneční světlo a přispívá k udržování teploty mezi 15–30 °C v hlavním prostoru a 19–24 °C v maloobchodních jednotkách, zatímco venkovní teplota se v průběhu roku pohybuje mezi -35 a 35 °C (Astana je druhé nejchladnější hlavní město světa, po Ulánbátaru). Norman Foster uvedl, že přímou inspirací pro něj byl princip geodetických kopulí Buckminstera Fullera.